# Robillarda rhizophorae
Robillarda rhizophorae är en svampart som beskrevs av Kohlm. 1969. Robillarda rhizophorae ingår i släktet Robillarda, divisionen sporsäcksvampar och riket svampar.   Inga underarter finns listade i Catalogue of Life.